# Futbol'ny Klub Minsk (femminile)
Il Futbol'ny Klub Minsk femminile è una squadra di calcio femminile bielorussa della città di Minsk, sezione dell'omonimo club maschile. Milita nello Chempionat Belarusi po futbolu zhenshchin, la massima serie del campionato bielorusso femminile di calcio.

## Palmarès
- Campionato bielorusso: 7

2013, 2014, 2015, 2016, 2017, 2018, 2019
- Coppa di Bielorussia femminile: 4

2011, 2013, 2014, 2015
- Supercoppa bielorussa: 3

2014, 2015, 2016

## Statistiche

### Risultati nelle competizioni UEFA
| Stagione | Competizione     | Fase                     | Avversario       | Risultato | Risultato | Risultato |
| Stagione | Competizione     | Fase                     | Avversario       | andata    | ritorno   | aggregato |
| -------- | ---------------- | ------------------------ | ---------------- | --------- | --------- | --------- |
| 2014-15  | Champions League | gironi di qualificazione | Zurigo           | 1-1       | 1-1       | 1-1       |
| 2014-15  | Champions League | gironi di qualificazione | Konak            | 1-2       | 1-2       | 1-2       |
| 2014-15  | Champions League | gironi di qualificazione | Rīgas FS         | 7-0       | 7-0       | 7-0       |
| 2015-16  | Champions League | gironi di qualificazione | Konak            | 10-1      | 10-1      | 10-1      |
| 2015-16  | Champions League | gironi di qualificazione | SFK 2000         | 3-0       | 3-0       | 3-0       |
| 2015-16  | Champions League | gironi di qualificazione | Vllaznia         | 3-0       | 3-0       | 3-0       |
| 2015-16  | Champions League | sedicesimi di finale     | Fortuna Hjørring | 0-2       | 0-4       | 0-6       |
| 2016-17  | Champions League | gironi di qualificazione | Standard Liegi   | 3-1       | 3-1       | 3-1       |
| 2016-17  | Champions League | gironi di qualificazione | Osijek           | 5-0       | 5-0       | 5-0       |
| 2016-17  | Champions League | gironi di qualificazione | Dragon 2014      | 9-0       | 9-0       | 9-0       |
| 2016-17  | Champions League | sedicesimi di finale     | Barcelona        | 0-3       | 1-2       | 1-5       |
| 2017-18  | Champions League | gironi di qualificazione | Birkirkara       | 8-0       | 8-0       | 8-0       |
| 2017-18  | Champions League | gironi di qualificazione | Olimpia Lubiana  | 5-0       | 5-0       | 5-0       |
| 2017-18  | Champions League | gironi di qualificazione | Zurigo           | 0-0       | 0-0       | 0-0       |
| 2017-18  | Champions League | sedicesimi di finale     | Slavia Praga     | 1-3       | 3-4       | 3-7       |

## Organico

### Rosa 2017
Rosa e numeri come da sito ufficiale.
| N. |                        | Ruolo | Calciatrice          |
| -- | ---------------------- | ----- | -------------------- |
| 1  | Bielorussia (bandiera) | P     | Ekaterina Miklaševič |
| 2  | Bielorussia (bandiera) | C     | Polina Bešten'       |
| 4  | Bielorussia (bandiera) | D     | Olesya Lynko         |
| 6  | Bielorussia (bandiera) | C     | Liana Mirošničenko   |
| 7  | Bielorussia (bandiera) | D     | Julija Borisenko     |
| 8  | Bielorussia (bandiera) | D     | Anna Kozjupa         |
| 9  | Bielorussia (bandiera) | D     | Anastasia Linnik     |
| 10 | Bielorussia (bandiera) | C     | Julija Karpljuk      |
| 11 | Bielorussia (bandiera) | A     | Julija Duben         |
| 12 | Bielorussia (bandiera) | P     | Ekaterina Koval'čuk  |

| N. |                        | Ruolo | Calciatrice         |
| -- | ---------------------- | ----- | ------------------- |
| 13 | Bielorussia (bandiera) | C     | Tamila Chimič       |
| 15 | Ghana (bandiera)       | D     | Faustina Ampah      |
| 18 | Ucraina (bandiera)     | D     | Ljubov' Šmatko      |
| 19 | Bielorussia (bandiera) | D     | Margarita Juško     |
| 21 | Bielorussia (bandiera) | A     | Julija Slesarčuk    |
| 30 | Camerun (bandiera)     | D     | Alvine Njolle       |
| 31 | Bielorussia (bandiera) | C     | Anna Pilipenko      |
| 77 | Bielorussia (bandiera) | C     | Valerija Belaja     |
| 99 | Ghana (bandiera)       | C     | Ernestina Abambila  |
|    | Bielorussia (bandiera) | A     | Elizabeta Sergejčik |